# Ana Ristović
Ana Ristović (serb. Ана Ристовић; ur. 5 kwietnia 1972 w Belgradzie) – serbska poetka, prozaiczka, tłumaczka.

## Życiorys
Ukończyła studia z zakresu literatury i języka serbskiego na Wydziale Filologicznym Uniwersytetu w Belgradzie. Przekłada prozę i poezję z języka słoweńskiego. Pracuje i mieszka w Belgradzie.

## Nagrody
- Nagroda Branka Radičevicia(inne języki)[1][2] za tom Сновидна вода trl. Snovidna voda (1994)[3]
- Nagroda Branka Milkowicia(inne języki)[1] (1999)[4]
- Nagroda Huberta Burdy dla Młodej Poezji Wschodnioeuropejskiej(inne języki)[5] (2005)[2]
- Nagroda Milicy Stojadinović Srpkinji(inne języki)[1] (2010)[2]
- Nagroda Vladislava Petkovicia Disa(inne języki)[1][2] (2014)[2]
- Nagroda Desanki Maksimowić(inne języki) (2018)[6][2]

## Twórczość

### Poezja
- Сновидна вода trl. Snovidna voda (pol. Snowidząca woda, 1994)[7]
- Уже од песка trl. Uže od peska (pol. Sznur z piasku, 1997)[7]
- Забава за доконе кћери trl. Zabava za dokone kćeri (pol. Rozrywka dla znudzonych córek, 1999)[7]
- Живот на разгледници trl. Život na razglednici (pol. Życie na pocztówce, 2003)[7]
- Око нуле trl. Oko nule (pol. Około zera, 2006)[7]
- П. С. trl. P. S. (pol. P. S., wiersze wybrane, 2009)[7]
- Метеорски отпад trl. Meteorski otpad (pol. Śmieci z kosmosu, 2013)[7]
- Нешто светли trl. Nešto svetli (pol. Błyski, 2014, wiersze wybrane i nowe)[7]
- Чистина trl. Čistina (pol. Szczere pole, 2015)[7]
- Руке у рукама trl. Ruke u rukama (pol. Dłonie w dłoniach, 2019)[7]
- Изабране песме trl. Izabrane pesme (2019)[1]

### Proza
- Књига нестајања trl. Kn̂iga nestaǰan̂a[1] (pol. Księga zanikania, 2017)[7]